# Palazziètt

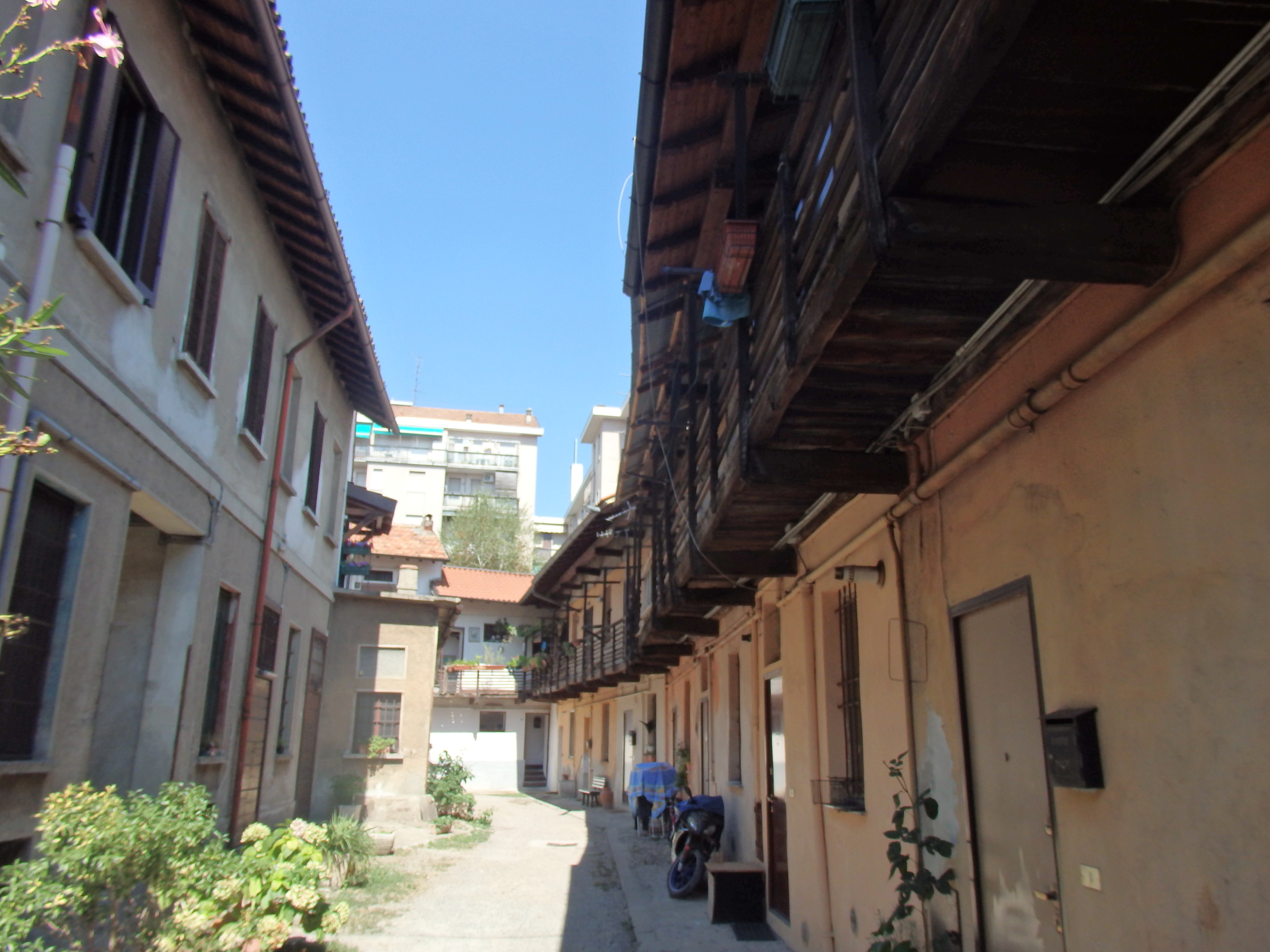
L'interno del Palazziètt

Il Palazziètt (Palazzetto in milanese) è un palazzo di Milano, nel quartiere di Baggio. 
La sua storia non è al giorno d'oggi chiara, ma si ritiene che fosse la residenza della famiglia Da Baggio.
Nel catasto del 1786 viene registrato come "Casa denominata la Palazzetta", appartenente al nobile Forni.
Ad oggi è una casa di ringhiera, ritenuto uno dei punti più caratteristici del rione.